# Дежарден, Арно
Арно́ Дежарде́н (фр. Arnaud Desjardins; 18 июня 1925; Париж — 10 августа 2011 года; Гренобль) — французский режиссёр-документалист и писатель; популяризатор духовного развития личности с помощью выработанного им синтеза традиционных религий (католицизма, индуизма, буддизма, тибетского дзэна и афганского суфизма) и достижений современной психологии.

## Биография
Старший сын в семье Жака Герен-Дежардена (фр. Jacques Guérin-Desjardins) и Антуанетты Негр (Antoinette Nègre), исповедовавших протестантизм. Выпускник парижского лицея Генриха IV (фр. Lycée Henri-IV) и Института политических исследований. 25 октября 1956 года сочетался браком с Дениз (род. 1923); вместе они открыли в 1974 году французский ашрам, первый в истории Оверни. После ухода жены вступил во второй брак в 1996 году — с Вероникой Луазлёр (Véronique Loiseleur), подругой с 1986 года.
Профессиональная карьера
Режиссёр французского радио и телевещания (с 1952 по 1974 годы).
Духовный путь
Начало духовному пути Арно Дежардена было положено в парижских группах Гурджиева. Там он познакомился и со своей первой женой. По признанию самого Дежардена, начавшись с гурджиевских кружков, поиски духовности стали основополагающими в его жизни на протяжении 1949—1974 годов. Он прошёл путь через монастыри цистерцианцев, японские монастыри сото-дзэн, ашрамы индуистов, ханаки афганских суфистов (до начала войны), тибетские гомпы и в ученичестве у отдельных буддистских ринпоче. В 1965—1974 годы был учеником индийского мудреца, бенгальца Свами Праджнянпада (фр. Swami Prajnanpad; 1891—1974), под руководством которого практиковал атма-йогу («духовную йогу»; англ. Atma-yoga; фр. Adhyatma yoga). Индийский гуру обучал также других французов (всего девять человек), среди которых доктор Фредерик Лебуайе.

## Творчество
В своих произведениях Дежарден говорит о способности человека достичь просветления, возможности человека понять собственную природу и жить навсегда освобождённым от страха. Путь к просветлению — садхана у индуистов — это единственный вид человеческой деятельности, не
встречающий препятствий. Что не нужно быть жертвами ситуаций, но их учениками; не искателями правды, но ошибок, — с целью их исправления. Что есть два закона реальности. Первый — закон различия. Выражается простой фразой «если в наличии два (двое), то оба разнятся». Второй — закон изменения: каждый миг не похож на последующий. Дежарден учит, что правда не обсуждается, а человеческое мышление создаёт не правду, а нечто другое. Освобождаясь в жизни от чувственных эмоций, человек остаётся с постоянно присутствующим чувством разумного понимания сердцем. Величайшая иллюзия мнить себя творцом происходящего, тогда как посредством людей творит единая Жизнь, единая космическая Энергия. Есть лишь ситуации, а проблемы создаются человеческим мышлением. Решение проблем не в их разрешении, а в их преодолении через личную, внутреннюю трансформацию. Если не жить с мыслью, что мир, благо и спокойствие могут существовать здесь и сейчас, то они никогда не наступят. И жить не будущим, а настоящим.

### Документальные фильмы
Индуизм
- Ashrams, 1959

Тибетский буддизм
- Le Message des Tibétains: Le Bouddhisme (1/2) и Le Message des Tibétains: Le Tantrisme (2/2), 1966
- Himalaya, Terre de Sérénité : Le Lac des Yogis (1/2) и Himalaya, Terre de Sérénité : Les Enfants de la Sagesse (2/2), 1968

Буддизм дзэн
- Zen: Ici et Maintenant (1/2) и Zen: Partout et Toujours (2/2), 1971

Суфизм
- Soufis D’Afghanistan: Maître et Disciple (1/2) и Soufis D’Afghanistan: Au Cœur des Confréries (2/2), 1974

### Издания
- Ashrams, Grands Maîtres de l’Inde, Париж, La Palatine, 1962 ; Albin Michel, 1982, réed. 2002; ISBN 978-2226178213
- Yoga et Spiritualité, L’Hindouisme et Nous, П., La Palatine, 1964
- Le Message des Tibétains, П., La Table ronde, 1966
- Les Chemins de la Sagesse (тома I, II, III), П., La Table ronde, 1968, 1970 et 1972
- Monde moderne et Sagesse ancienne, П., La Table ronde, 1973
- Adhyatma Yoga, À la Recherche du Soi I, П., La Table ronde, 1977; ISBN 978-2266203005
- Le Védanta et l’Inconscient, À la Recherche du Soi III , П., La Table ronde, 1979; ISBN 978-2266203029
- Au-delà du moi, À la Recherche du Soi II, П., La Table ronde, 1979
- Tu Es Cela, À la Recherche du Soi IV, П., La Table ronde, 1979; ISBN 978-2266203036
- Un Grain de Sagesse, П., La Table ronde, 1983; ISBN 978-2710300717
- Pour une Mort sans Peur, П., La Table ronde, 1983; ISBN 978-2710304944
- Pour une Vie Réussie, un Amour Réussi, П., La Table ronde, 1985; ISBN 978-2266223409
- Le Baladin et la Sagesse (в соавторстве с Jean-Pierre Calvet), П., La Table ronde
- La Voie du Cœur, П., La Table ronde, 1987; ISBN 978-2266179720
- L’Audace de Vivre, П., La Table ronde, 1989; ISBN 978-2266224123
- Approches de la Méditation, П., La Table ronde, 1989; ISBN 978-2266177559
- En Relisant les Évangiles (в соавторстве с Véronique Loiseleur), П., La Table ronde, 1990
- La Voie et ses Pièges, П., La Table ronde, 1992; ISBN 978-2710305378
- Zen et Védanta, П., La Table Ronde, 1995; ISBN 978-2710306726
- Dialogue à Deux Voies (в соавторстве с Lama Denis Teundroup), П., La Table ronde, 1995
- L’Ami Spirituel (в соавторстве с Véronique Loiseleur), П., La Table ronde, 1996; ISBN 978-2290040058
- Regards Sages sur un Monde Fou (Entretiens avec Gilles Farcet), П., La Table ronde, 1997
- La conversion intime, Alice, 2000
- Retour à l’Essentiel, П., La Table ronde, 2002; ISBN 978-2266220743
- Les formules de Swâmi Prajnanpad — Commentées par Arnaud Desjardins, La Table ronde, 2003
- Bienvenue sur la Voie, П., La Table ronde, 2005; ISBN 978-2266171618
- Lettres à une jeune disciple, П., La Table ronde, 2006; ISBN 978-2710329077
- Spiritualité. De quoi s’agit-il? (в соавторстве с Emmanuel Desjardins), П., La Table ronde, 2009; ISBN 978-2710331124
- La Traversée vers l’autre rive (в соавторстве с Véronique Desjardins), П., Accarias / L’Originel, 2010
- Oui, chacun de nous peut se transformer (в соавторстве с Jean-Louis Cianni), П., Albin Michel, 2010
- La paix toujours présente, П., La Table ronde, 2011; ISBN 978-2710367642